# Stop (kynologia)

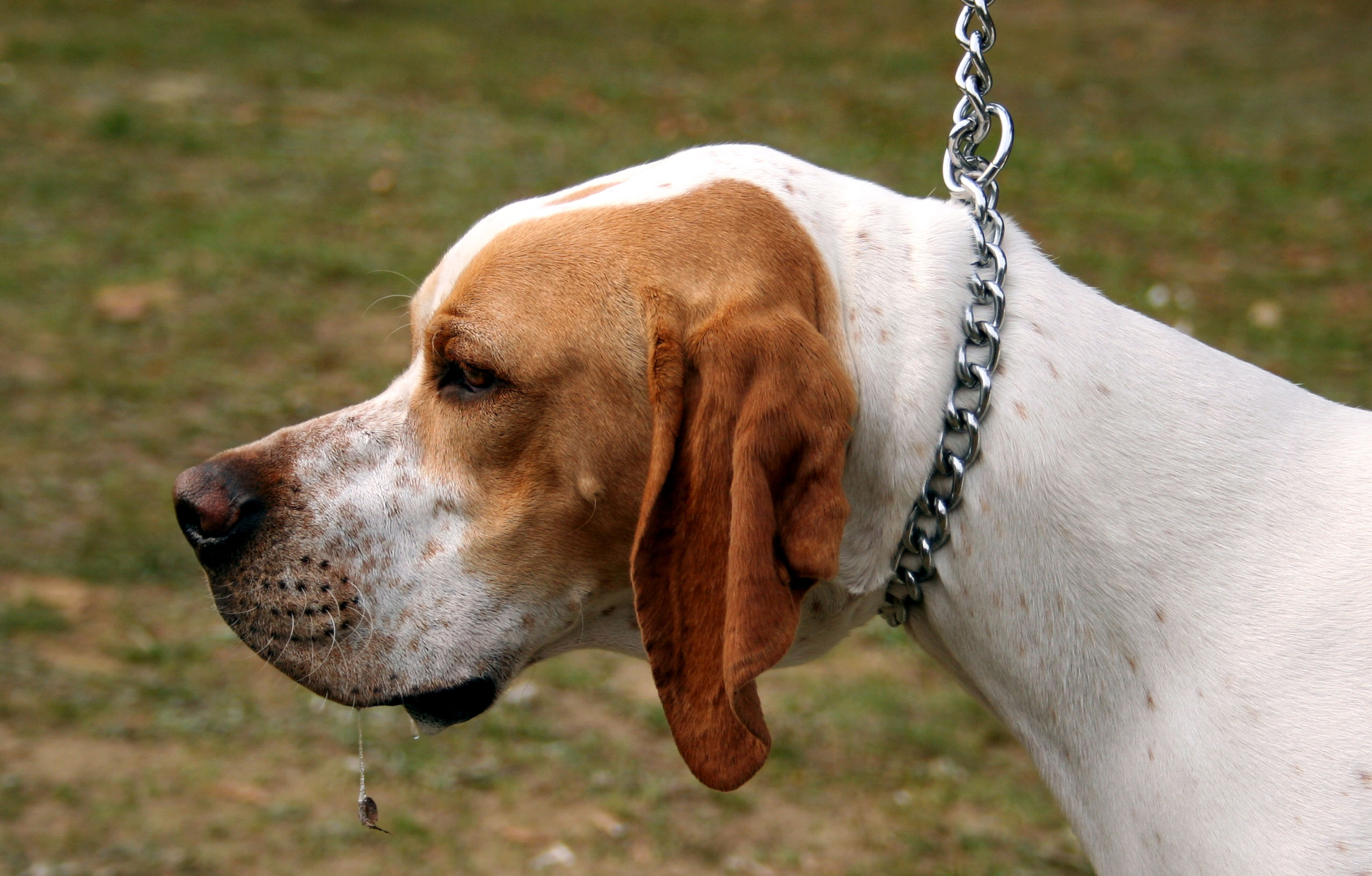
U pointera występuje wyraźnie zaznaczony stop

Stop, inaczej przełom czołowo-nosowy, krawędź czołowa, w kynologii – określenie miejsca na górnej powierzchni głowy psa, w którym czoło przechodzi w kufę, a dokładniej w grzbiet nosa.
U niektórych ras psów stop jest wyraźnie zaznaczony (wyrazisty), u innych zaznaczony, a u pozostałych nie jest zaznaczony – jego linia jest płynna, bez wyraźnego załamania. Często występuje też różnica w wyglądzie stopu w zależności od płci psa (dymorfizm płciowy) – suki mają przeważnie łagodniejszą linię stopu niż psy.